# Fiat 500 (2007)
Fiat 500 este o mașină de oraș din segmentul A, produsă și comercializată de subdiviziunea Fiat a Stellantis din 2007. Este disponibilă ca un hatchback coupé și decapotabilă. Modelul s-a produs într-o singură generație, primind în 2016 un facelift pentru Europa. 500 este cunoscut intern drept Type 312 de către FCA.
Derivat din conceptul Fiat Trepiùno 3+1 din 2004, stilul folosit amintește de vechiul Fiat 500 din 1957, supranumit „Bambino” – un model care a fost conceput și proiectat de Dante Giacosa, cu peste 4 milioane de exemplare vândute în cei 18 ani (1957–1975) de producție. În 2011, creatorul conceptului Fiat Trepiùno 3+1, Roberto Giolito de la Centro Stile Fiat a primit premiul Compasso d'Oro pentru design industrial.

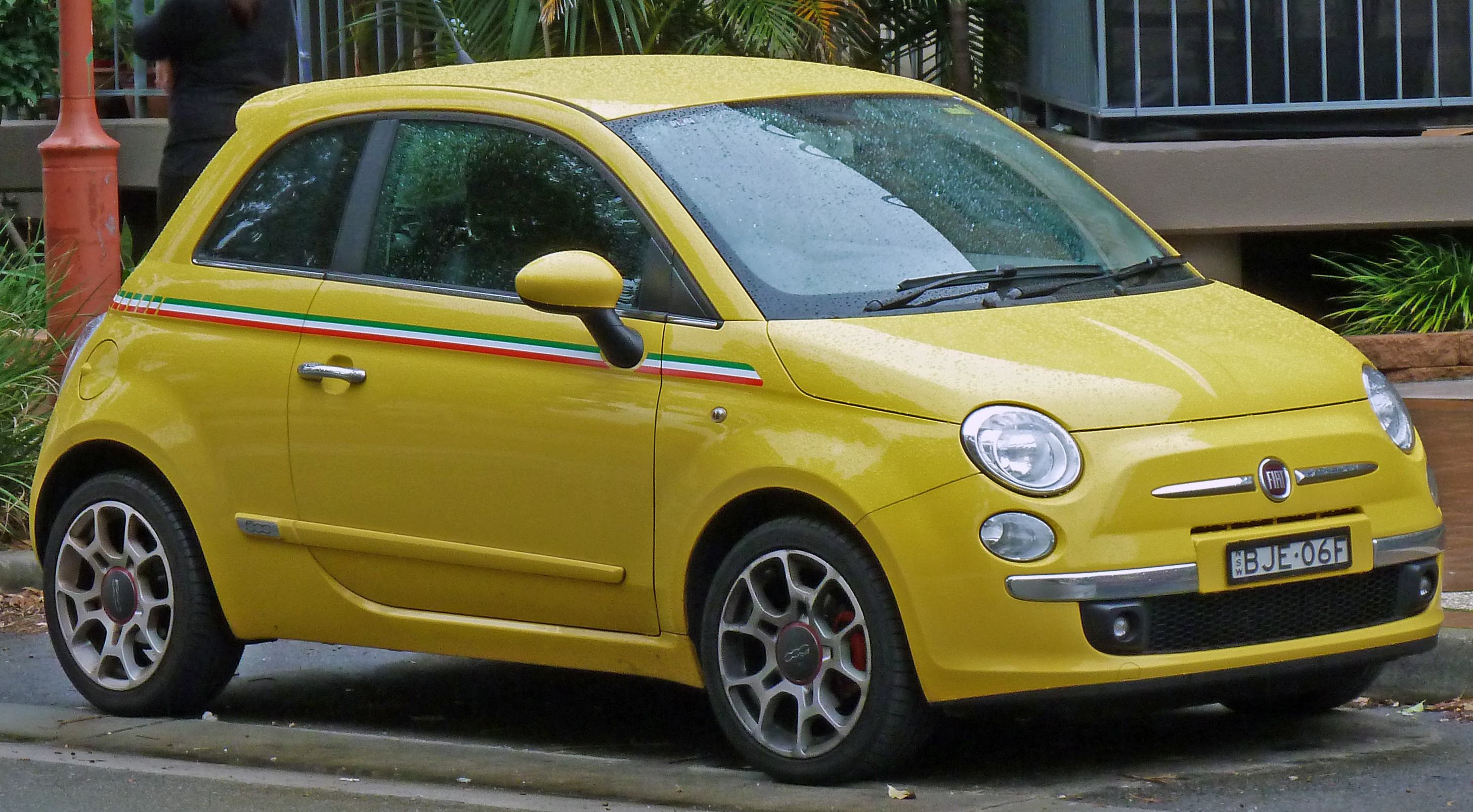
Fiat 500 (2007–2010)

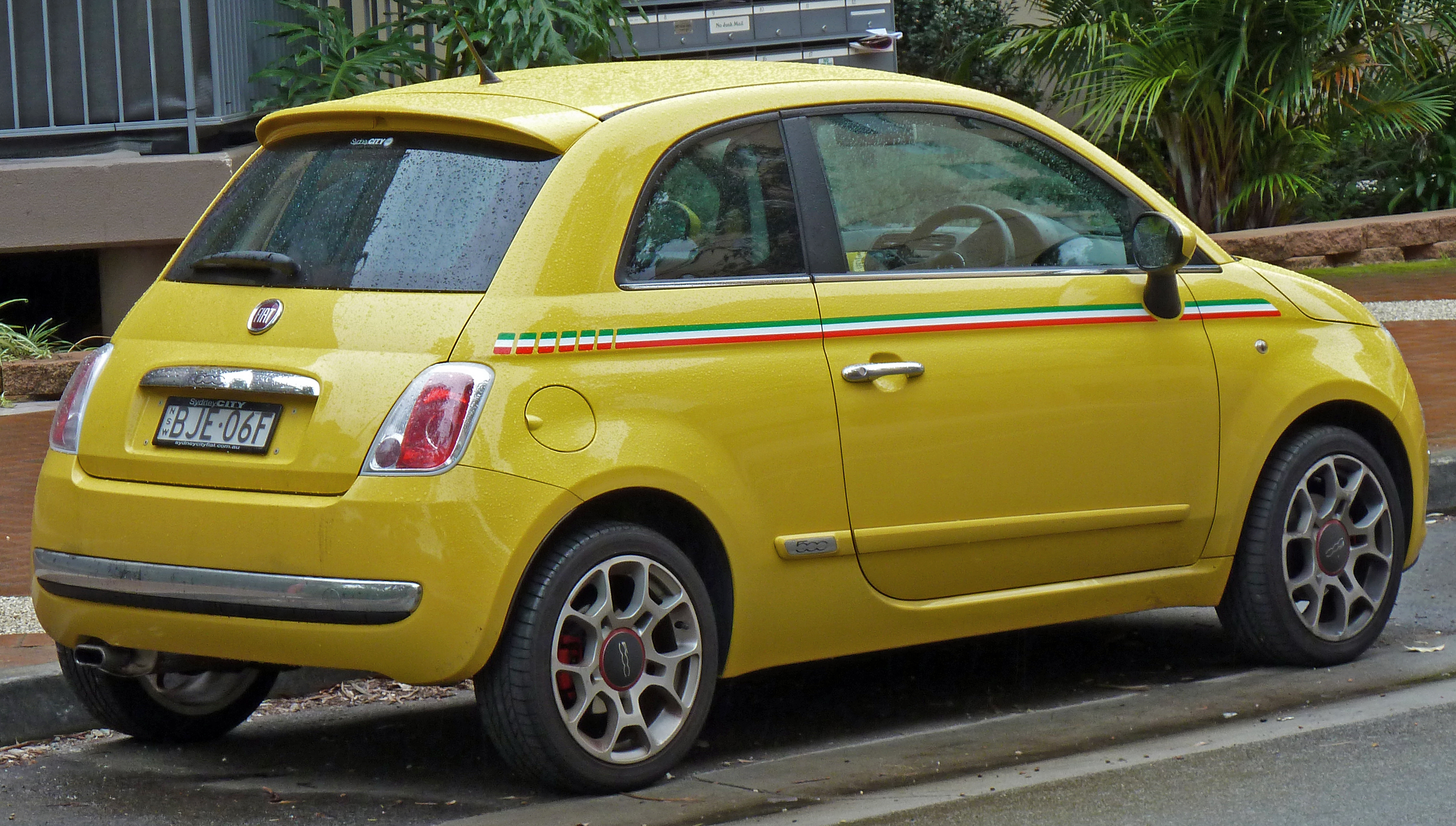
Vedere din spate

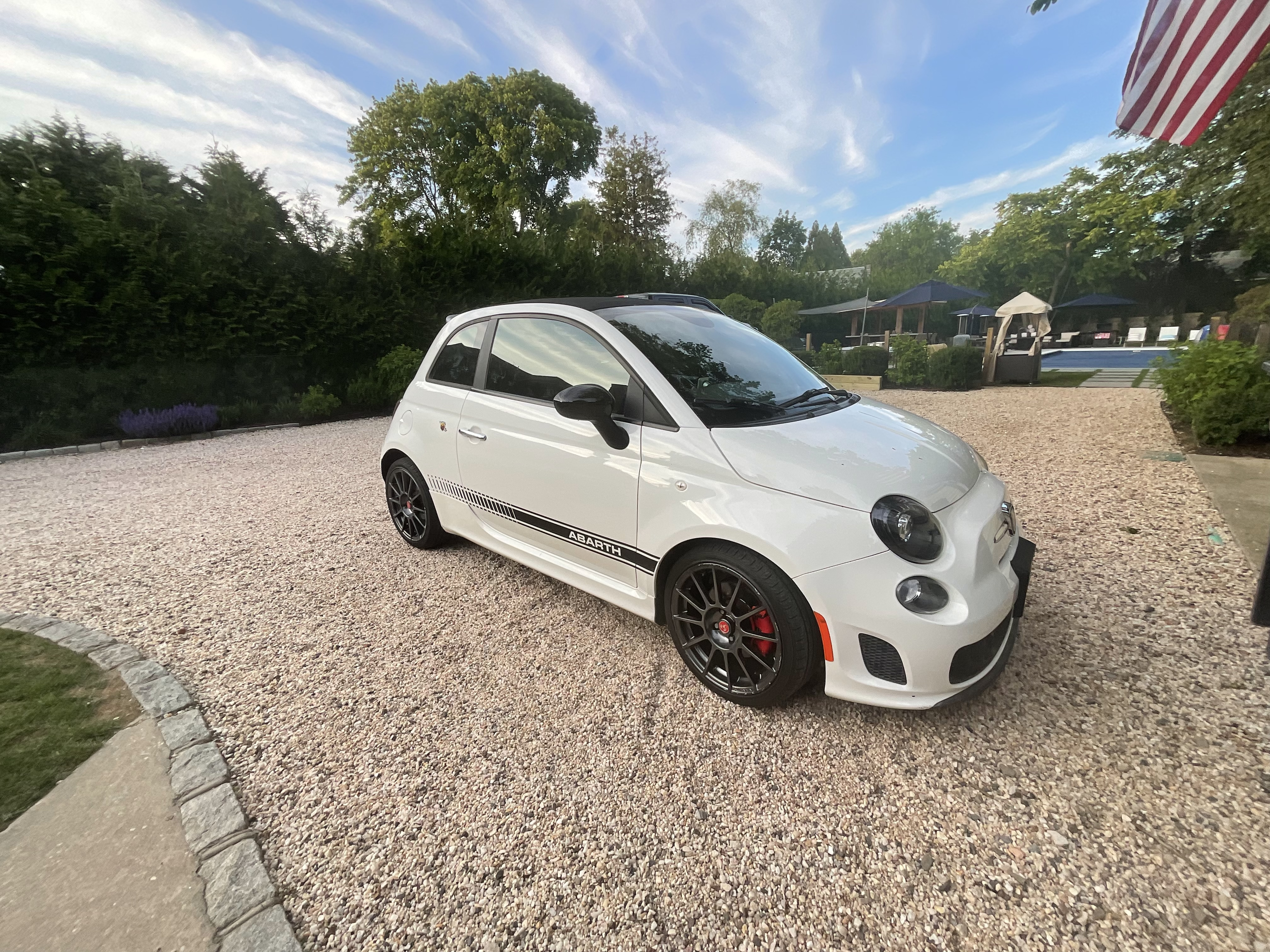
Abarth 500

## Modele

### Abarth 500 (2008)
Abarth 500 este un model de performanță al lui Fiat 500, reglat intern de filiala Abarth a FCA. A fost dezvăluit la cea de-a 78-a ediție a Salonului Auto de la Geneva, la un an după renașterea mărcii și a companiei Abarth.

### 500C
Versiunea decapotabilă a modelului 500 lansată în 2009.

### 500e

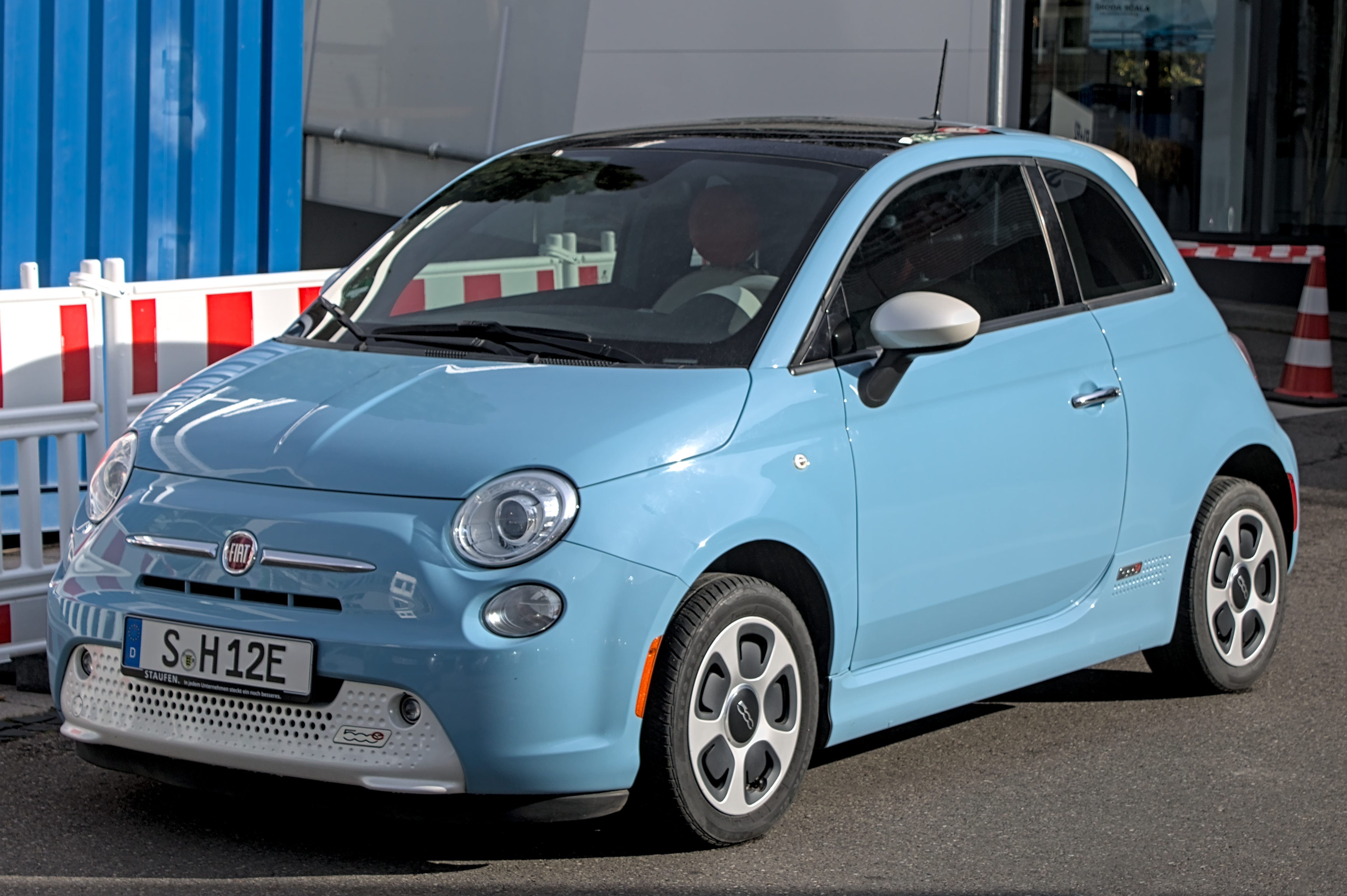
Fiat 500e

Un Fiat 500e electric cu baterie de producție a fost dezvăluit în noiembrie 2012 la Salonul Auto de la Los Angeles, iar vânzările au început în statul american California în iulie 2013, extinzându-se în Oregon în vara lui 2014; aceste vânzări s-au concentrat asupra statelor care aveau mandate politice pentru vânzarea de vehicule cu emisii zero.